# Knud của Đan Mạch
Vương tử Knud của Đan Mạch (Knud Christian Frederik Michael; 27 tháng 7 năm 1900 – 14 tháng 6 năm 1976) là một thành viên của Vương thất Đan Mạch, ông là con út của Christian X, Quốc vương Đan Mạch và Alexandrine xứ Mecklenburg-Schwerin. Knud là người kế vị giả định cho ngai vàng Đan Mạch dưới thời anh trai, Frederick IX từ năm 1947 cho đến khi Đạo luật kế vị của Đan Mạch thay đổi vào năm 1953 tuân theo chế độ con trưởng thừa kế.

## Tiểu sử

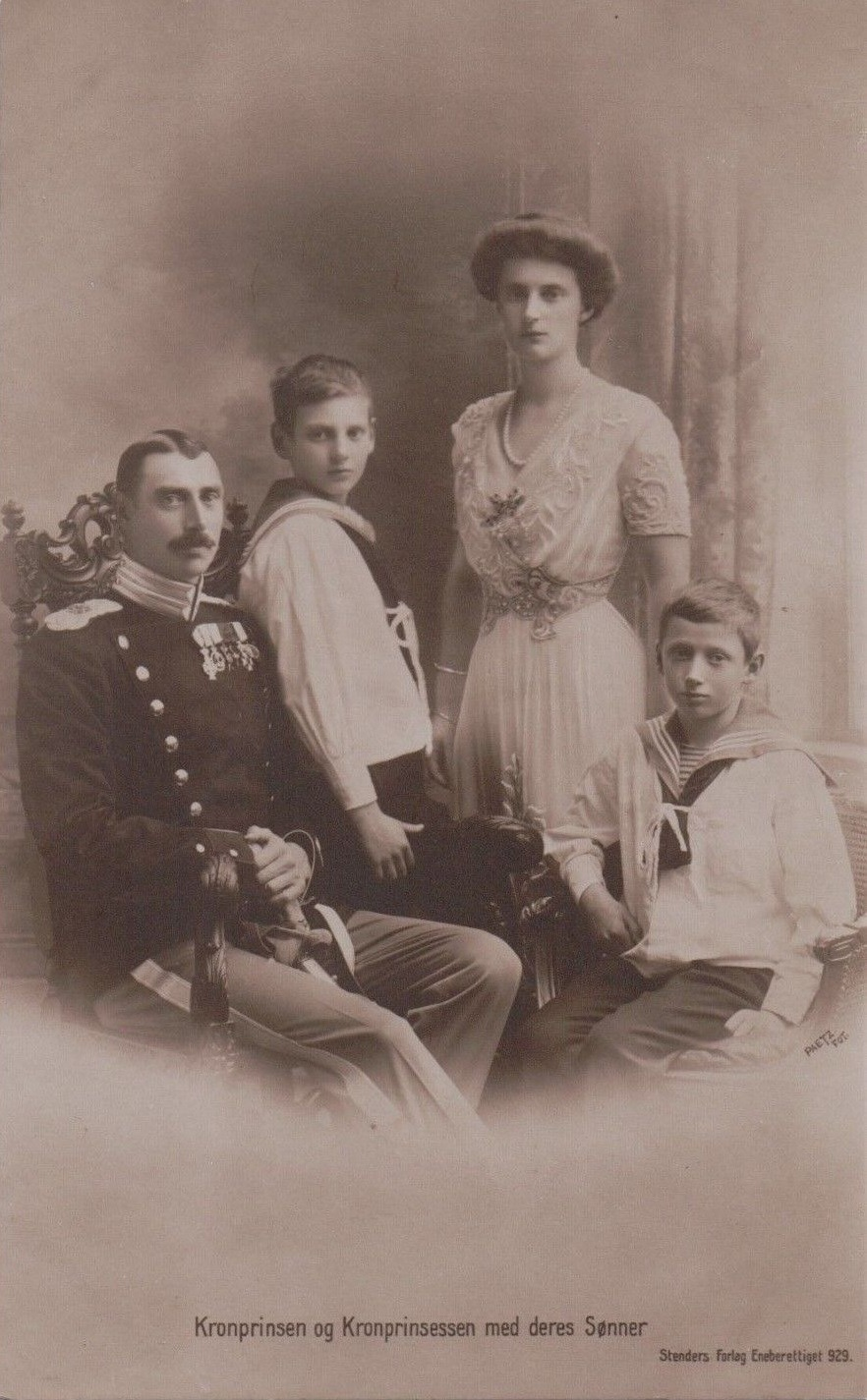
Từ trái sang: Thái tử Christian, Vương tử Frederick, Alexandrine xứ Mecklenburg và Vương tử Knud, ảnh chụp gia đình hoàng gia năm 1912

Vương tử Knud sinh ngày 27 tháng 7 năm 1900 dưới thời Christian IX trị vì. Ông sinh ra tại Cung điện Sorgenfri nằm trên bờ sông Mølleåen, Kongens Lyngby ở phía bắc Copenhagen, trên đảo Sjælland ở Đan Mạch. Cha ông là Vương tôn Christian, con cả của Thái tử Frederick (Frederick VIII sau này), và mẹ là Alexandrine xứ Mecklenburg-Schwerin, con cả của Frederick Francis III, Đại công tước Mecklenburg-Schwerin. Knud có người anh trai duy nhất là Vương tử Frederick sinh trước ông một năm, về sau lên ngôi, trở thành Frederick IX.
Christian IX qua đời vào ngày 29 tháng 1 năm 1906, Frederick VIII là người kế vị. 6 năm sau, vào ngày 14 tháng 5 năm 1912, Frederick VIII qua đời, và cha ông lên ngôi vua, trở thành Christian X.
Theo thông lệ đối với các vương tử vào thời điểm đó, Knud bắt đầu học quân sự và vào trường đại học hải quân. Ông kết hôn với người em họ đầu tiên của mình tên là Caroline-Mathilde vào ngày 8 tháng 9 năm 1933 tại Cung điện Fredensborg. Cô là con gái của Vương tử Harald, con trai của Frederick VIII. Knud và Caroline-Mathilde có ba người con: Vương tôn nữ Elisabeth, Vương tôn Ingolf và Vương tôn Christian.

## Ngai vàng Đan Mạch
Vào ngày 20 tháng 4 năm 1947, sau khi Christian X qua đời, và anh trai ông, Frederick kế vị ngai vàng với tên gọi Frederick IX. Vì Frederick IX không có con trai và Đạo luật Kế vị của Đan Mạch vào thời điểm đó tuân theo nguyên tắc quyền kế vị tuyệt đối nghiêng về nam giới, vì thế Knud trở thành người thừa kế giả định và là người tiếp theo kế vị anh trai mình trở thành vua.
Tuy nhiên, Frederick IX có ba cô con gái. Năm 1953, Đạo luật kế vị của Đan Mạch đã được sửa đổi để cho phép hậu duệ nữ giới của đức vua được kế vị ngai vàng nếu đức vua đương nhiệm không có con trai. Đạo luật mới này đã khiến Vương tử Knud đánh mất vị trí thừa kế danh giá trong hàng kế vị ngai vàng Đan Mạch và xếp sau ba cháu gái - các con của anh trai ông là Vương nữ Margrethe (hiện là Margrethe II), Vương nữ Benedikte và Vương nữ Anne-Marie.

## Cuộc sống sau này

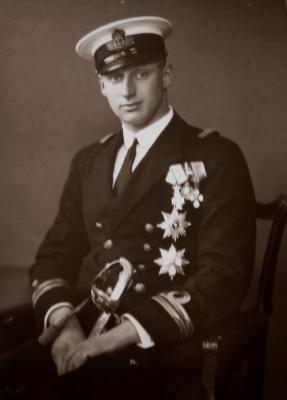
Vương tử Knud, 1935

Vương tử Knud dành phần lớn cuộc đời mình tại Lâu đài Sorgenfri, nơi đã trải qua một phần thời thơ ấu của mình ở đây. Năm 1944, Knut và Caroline-Mathilde thừa kế Lâu đài Egelund trên đảo Sjælland từ Vương tử Gustav. Mặc dù trong đời sống cá nhân, Knud không phải là một thành viên nổi bật và có tiếng tâm nhưng ông rất được lòng người dân Đan Mạch vì bản tính thân thiện, ấm áp và gần gũi với mọi người. Ngoài công việc với tư cách là một viên chức, ông còn tham gia vào nhiều tổ chức phi lợi nhuận khác nhau, ông là người bảo trợ của các tổ chức: Sydslesvigsk Study- og Hjælpefond, Foreningen af Søofficerer i Reserven, Foreningen for National Kunst và DOF.
Vua Frederick IX qua đời năm 1972 và được kế vị bởi con gái là Nữ vương Margrethe II của Đan Mạch. Để bù đắp cho việc tước danh hiệu người thừa kế ngai vàng, chính phủ đã cho phép Knut vẫn tiếp tục nhận được khoản chu cấp bằng người thừa kế ngai vàng theo nghị quyết của quốc hội và được giữ danh hiệu Vương tử thừa kế trong suốt cuộc đời.
Vương tử Knud qua đời ở Gentofte vào ngày 14 tháng 6 năm 1976. Ông được chôn cất tại Nhà thờ lớn Roskilde và vợ ông qua đời vào ngày 12 tháng 12 năm 1995.
Năm 1953, ngôi nhà của một sinh viên ở Frederiksberg được đặt tên là "Arveprins Knuds Kollegium" để vinh danh Vương tử Knud. Vào thời điểm đó, Knud là người bảo vệ Sydslesvigsk Studie- og Hjælpefond (Quỹ nghiên cứu và cứu trợ của Nam Schleswig), một khu vực có thể được coi là nơi sinh của Nhà Schleswig-Holstein-Sonderburg -Glücksburg, gia đình Vương thất Đan Mạch. Dãy núi Princess Caroline-Mathilde Alps ở Greenland được đặt tên bởi Chuyến thám hiểm Mørkefjord 1938–39 để vinh danh vợ ông vì Knud là người bảo trợ cho chuyến thám hiểm.
Câu nói phổ biến “En gang til for Prins Knud” (“Một lần nữa cho Vương tử Knud”) đôi khi được sử dụng khi nhắc lại hoặc làm rõ vì người đối thoại hơi chậm hiểu hoặc không nắm bắt ngay được điều gì đó. Cụm từ này lần đầu tiên được sử dụng trong một bài báo của Bent Thorndahl trên tờ Politiken ở Copenhagen để mô tả buổi ra mắt ngày 24 tháng 11 năm 1958, tại Trung tâm Falkoner ở Frederiksberg, của vở ballet “Det Forsinkede Stævnemøde” (“Điểm hẹn bị hoãn”). Năm sau, Birgitte Reimer, tại buổi biểu diễn sân khấu được gọi là Cirkusrevyen, đã biểu diễn một bài hát, do Erik Leth viết theo giai điệu của Sven Gyldmark, miêu tả Knud trở nên bất tử.

## Tước hiệu, tước vị
- 27 tháng 7 năm 1900 – 29 tháng 1 năm 1906: Vương tằng tôn Knud của Đan Mạch Điện hạ
- 29 tháng 1 năm 1906 – 14 tháng 5 năm 1912: Vương tôn Knud của Đan Mạch Điện hạ
- 14 tháng 5 năm 1912 – 20 tháng 4 năm 1947: Vương tử Knud của Đan Mạch Điện hạ
- 20 tháng 4 năm 1947 – 14 tháng 6 năm 1976: Vương tử kế vị Knud của Đan Mạch Điện hạ